# Дзоппелли, Лия
Лия Дзоппелли (итал. Lia Zoppelli; 16 ноября 1920 — 2 января 1988) — итальянская актриса

.

## Биография
На профессиональной сцене дебютировала в 1938 году. Выступала в театральной компании «Cimara-Maltagliati-Ninchi», работала на одной площадке с известными актерами Руджеро Руджери, Мемо Бенасси, Сарой Ферати, Тино Карраро, Чарло Даппортто. В 1946 году исполнила одну из главных ролей в постановке режиссера Лукино Висконти «Свадьба Фигаро». С 1947 года — в миланском театре «Пикколо», работала с выдающимся театральным режиссером Джорджем Стреллером. В кино первую роль исполнила в фильме «Lo vedi come sei?» (1939, реж. Марио Маттиоли). В дальнейшем играла в кинокомедиях с участием Тото, музыкальных и мифологических лентах. С 1962 года активно снималась в итальянских телесериалах. Популярность у телеаудитории завоевала как исполнительница юмористического телешоу «Carosello» (1957-1977).